# Новородниковка
Новороднико́вка (рос. Новородниковка) — село у складі Новосергієвського району Оренбурзької області, Росія.

## Населення
Населення — 130 осіб (2010; 162 у 2002).
Національний склад (станом на 2002 рік):
- росіяни — 71 %